# Austrofundulus limnaeus
 Austrofundulus limnaeus és una espècie de peix de la família dels rivúlids i de l'ordre dels ciprinodontiformes.

## Morfologia
Els mascles poden assolir els 8 cm de longitud total.

## Distribució geogràfica
Es troba a Sud-amèrica: Llac Maracaibo i riu Amazones.